# Cmentarz żydowski w Baranowiczach
Cmentarz żydowski w Baranowiczach – położony jest przy ul. Chernyshevskogo.
Został założony przez gminę żydowską około 1900 roku, w pobliżu synagogi. Przy wejściu stał dom przedpogrzebowy. Na cmentarzu Niemcy dokonywali zbiorowych egzekucji osób pochodzenia żydowskiego.
Kilkanaście lat temu teren został otoczony stalowym ogrodzeniem. Na terenie cmentarza znajduje się pomnik w formie pionowej płyty o trójkątnym zwieńczeniu, z tablicą, na której umieszczono napisy w językach białoruskim i angielskim o treści: „Tu był cmentarz żydowski. Ten skwer został ufundowany przez baranowickich Żydów z Izraela i innych krajów ku pamięci 12 000 Żydów z Baranowicz, zabitych przez nazistów i ich kolaborantów podczas Holocaustu w latach 1941-1944”.
W pobliżu pomników złożono kilka odnalezionych macew o częściowo zatartych epitafiach.

## Galeria

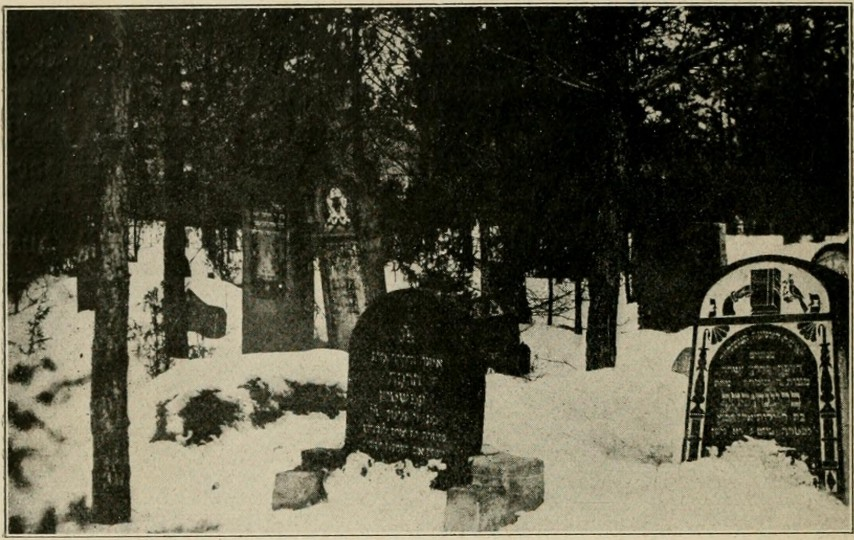
Cmentarz żydowski w Baranowiczach w 1923 roku
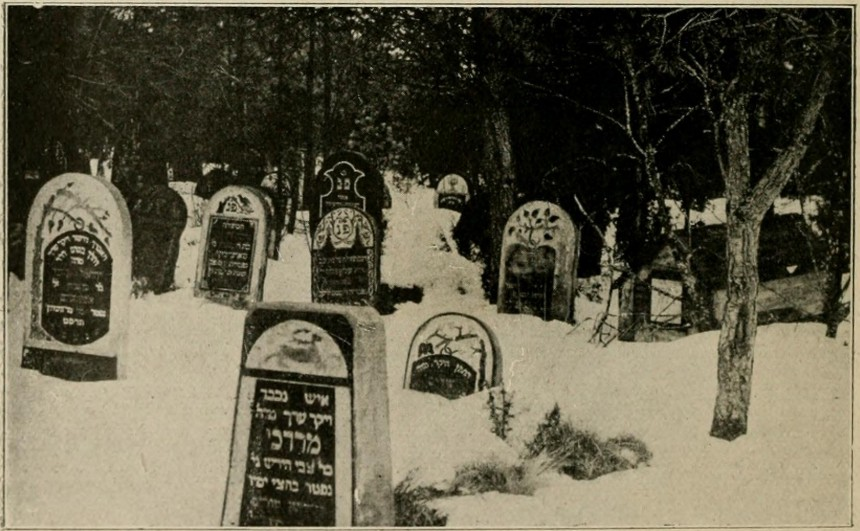
Cmentarz żydowski w Baranowiczach w 1923 roku
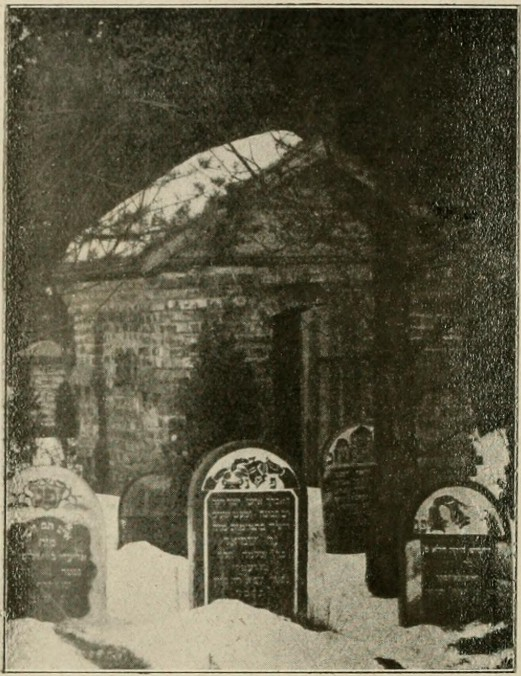
Cmentarz żydowski w Baranowiczach w 1923 roku
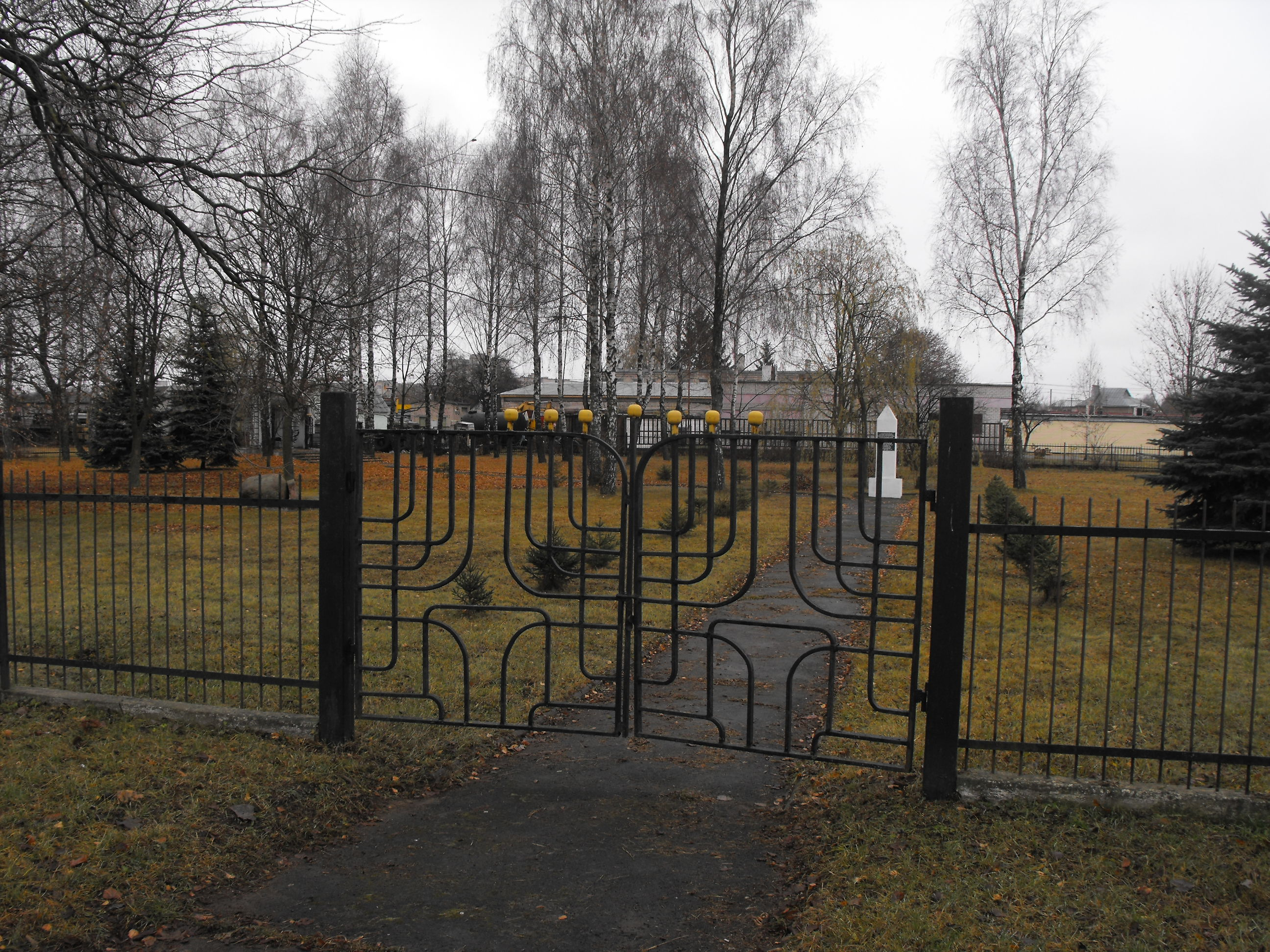
Cmentarz żydowski w Baranowiczach
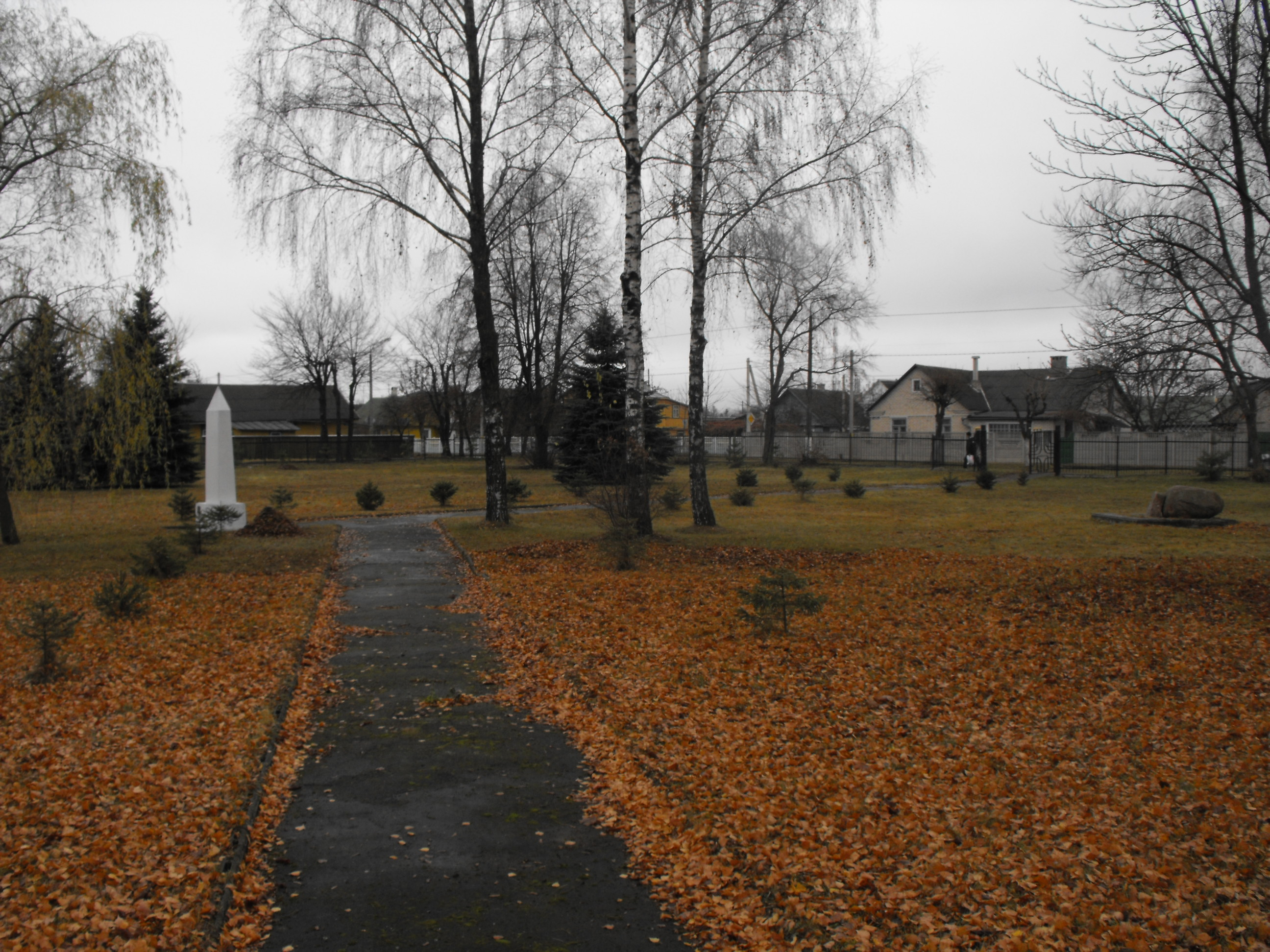
Cmentarz żydowski w Baranowiczach
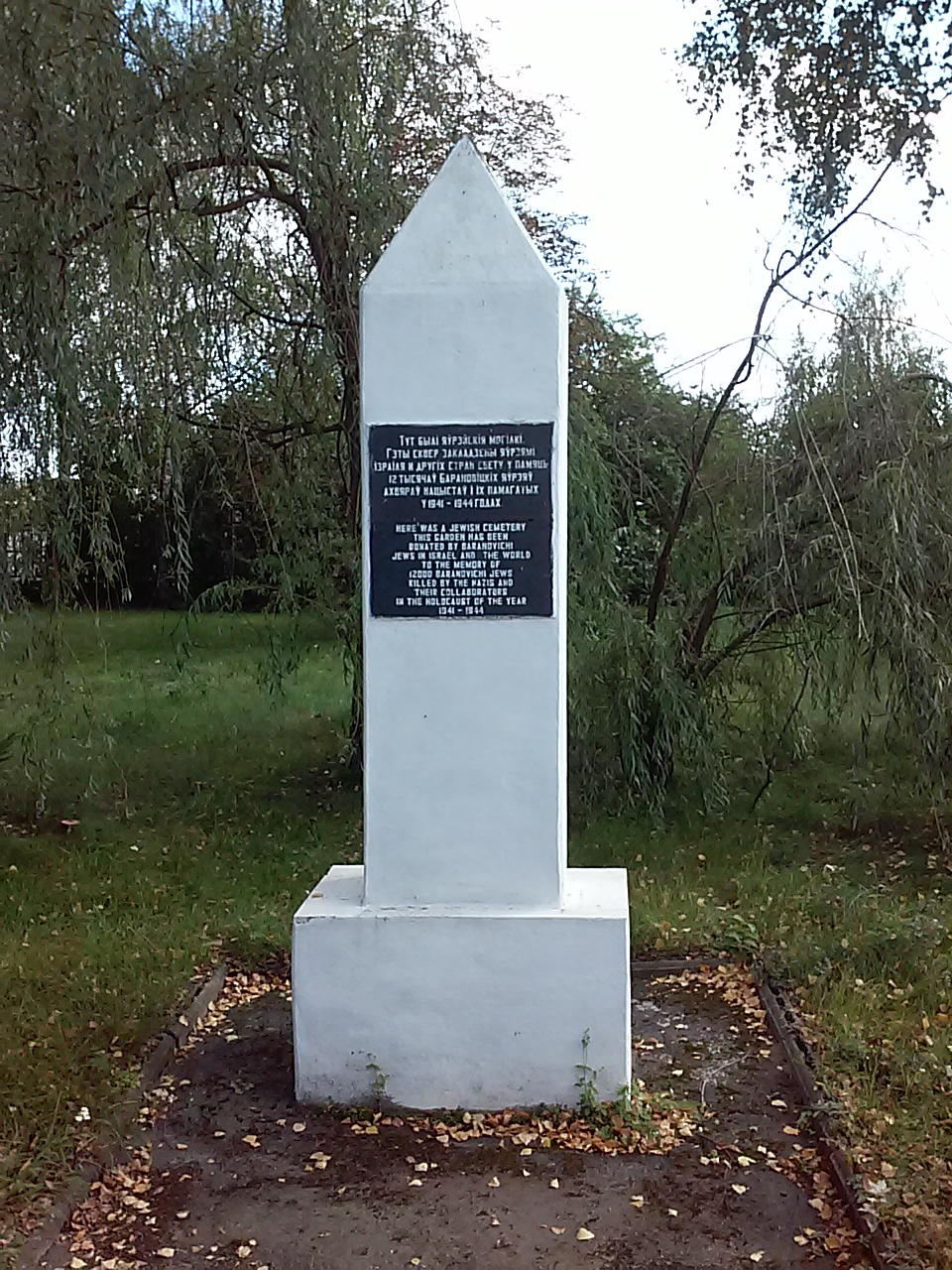
Cmentarz żydowski w Baranowiczach
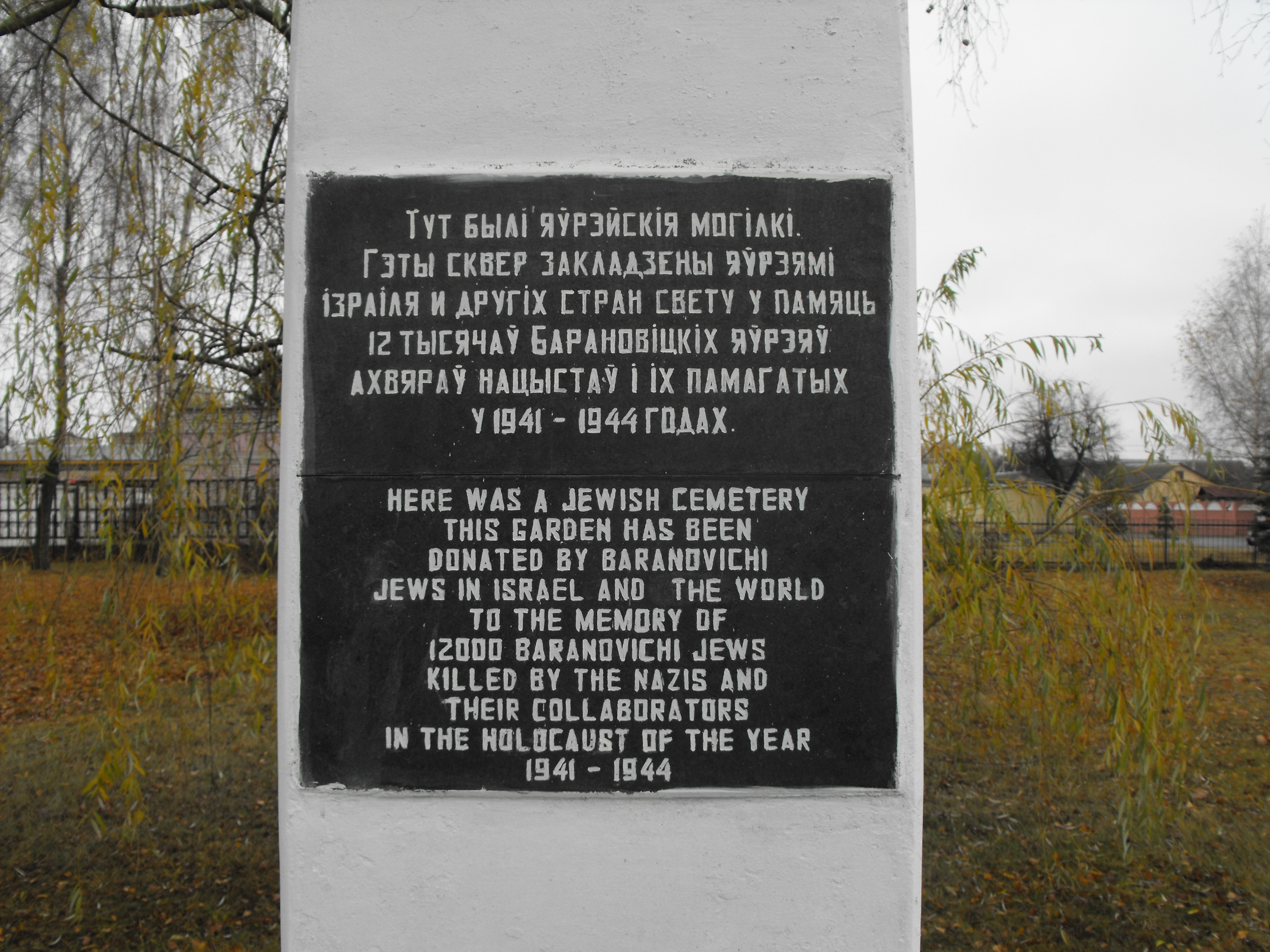
Pomnik ku czci zamordowanych 12 000 Żydów
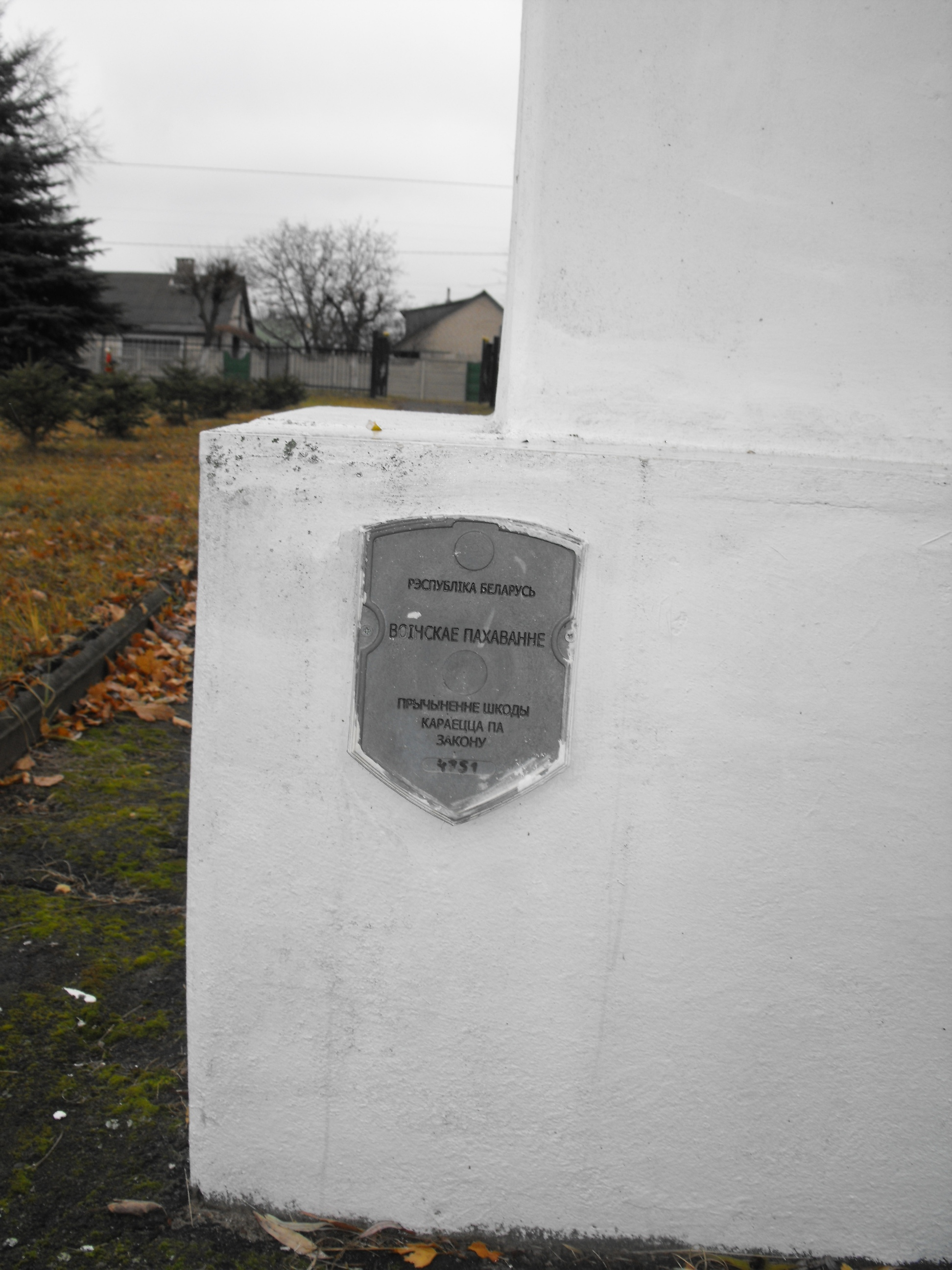
Cmentarz żydowski w Baranowiczach
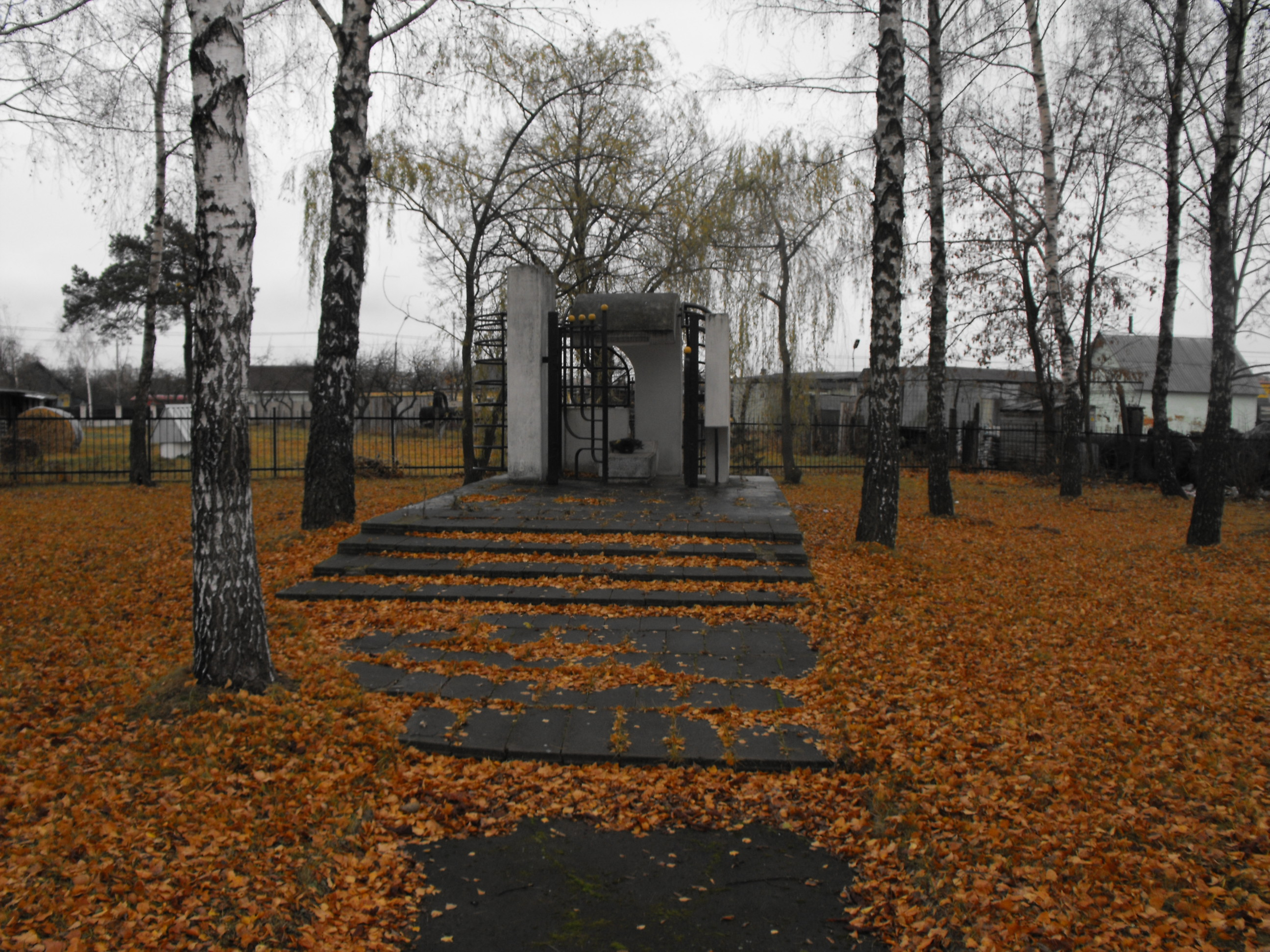
Cmentarz żydowski w Baranowiczach
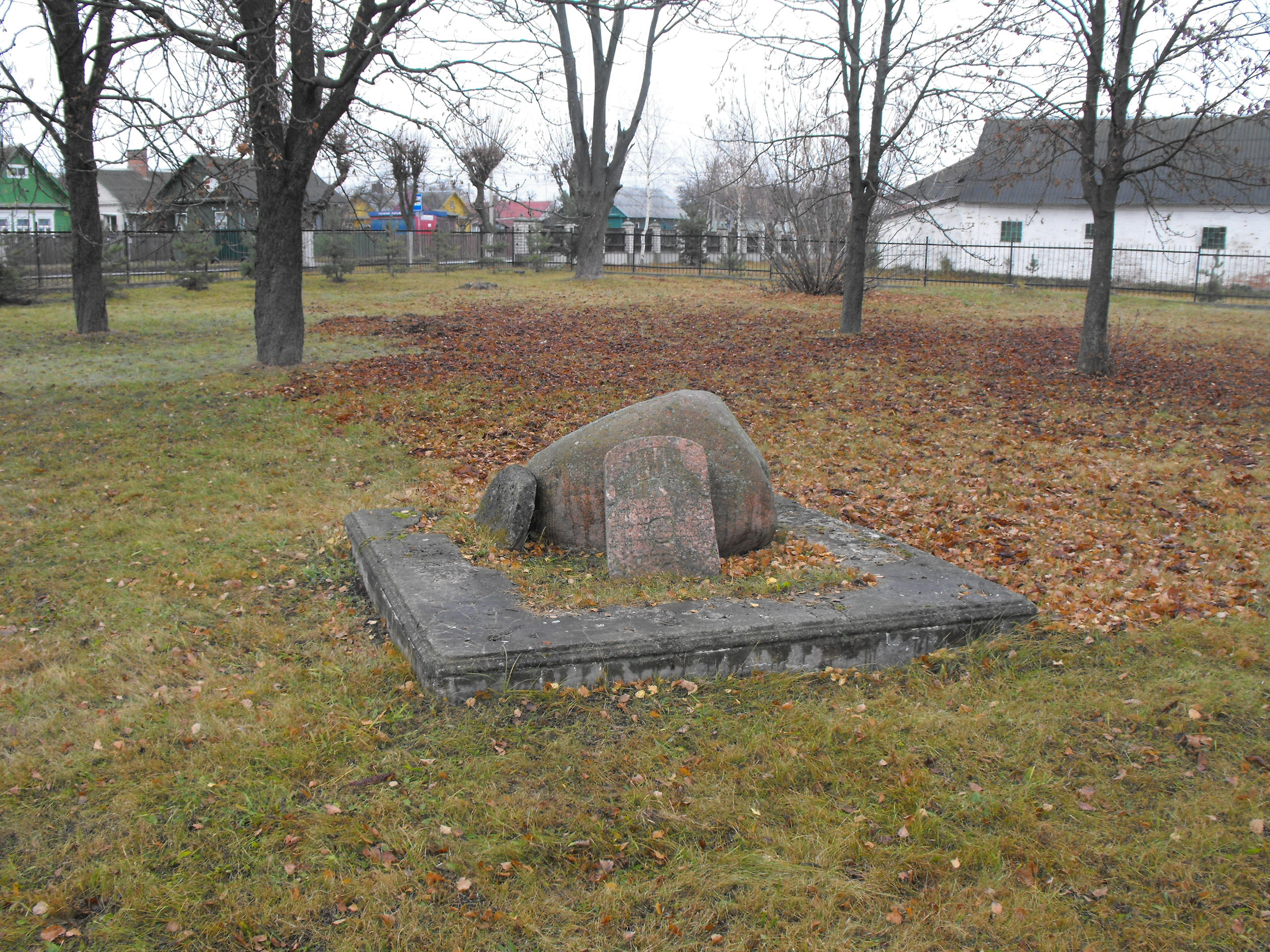
Cmentarz żydowski w Baranowiczach